# Smile (Simon Webbe)
Smile è il terzo album in studio da solista del cantante britannico Simon Webbe, pubblicato il 13 ottobre del 2017. Il disco contiene una nuova versione di Flashback, canzone contenuta nel quinto album in studio della boy band inglese Blue, Colours, pubblicato nel 2015 per l'etichetta Sony, che vedeva lo stesso Webbe tra gli autori accreditati.
Il primo e unico singolo estratto dall'album, Nothing Without You, è stato pubblicato digitalmente il 12 luglio 2017.

## Tracce
1. Nothing Without You – 3:32
2. Flashback – 3:54
3. Jigsaw – 3:13
4. Love Your Woman – 4:11
5. First to the Last Kiss – 3:49
6. Please Don't Let Me Go – 3:26
7. Gotta Get Close to You – 3:36
8. Dance on My Own – 3:31
9. More Than Perfect – 3:14
10. One Last Time – 3:39
11. Never Mind – 3:24
12. Smile – 3:24